# Crematogaster schimmeri
Crematogaster schimmeri är en myrart som beskrevs av Auguste-Henri Forel 1912. Crematogaster schimmeri ingår i släktet Crematogaster och familjen myror. Inga underarter finns listade i Catalogue of Life.